# Bombylius simulans
Bombylius simulans är en tvåvingeart som beskrevs av Austen 1937. Bombylius simulans ingår i släktet Bombylius och familjen svävflugor. Inga underarter finns listade i Catalogue of Life.